# Коул, Бинди
Би́нди Ко́ул (англ. Bindi Cole; 1975, Мельбурн, Виктория, Австралия) — австралийская художница, фотограф и писательница.

## Биография
Бинди Коул родилась в 1975 году в Мельбурне (штат Виктория, Австралия). В 2004 году она окончила «Northern Melbourne Institute of TAFE», получив диплом и специальность в области прикладной фотографии. Имеет степень бакалавра изящных искусств в Австралийском Университете Федерации (2010). В настоящее время она получает степень доктора философии в университете Дикина.

## Карьера
Первой крупной работой Коул, которая привлекла общественное внимание, была Heart Strong (2007), которая выставлялась в фонде наследия Кури, Мельбурн. 
Ее работы выставлялись в Музее современного искусства (Тайвань), MOCADA (Нью-Йорк), Национальной галерее Австралии, Галерее современного искусства, Квинсленде, Художественной галерее Западной Австралии, Художественной галерее Нового Южного Уэльса, Музее современного искусства, Художественном музее Шеппартон, Художественной галереи Беналла и Региональной художественной галереи Хоршема. 
В 2010 году Коул была названа одной из 100 самых влиятельных людей Мельбурна.
Работы Бинди находятся в Национальной галереи Австралии, Куинслендской галереи современного искусства, Художественной галереи Западной Австралии и Хоршемской региональной художественной галереи.

## Личная жизнь
Бинди замужем за Дэниелом Чока. У супругов есть сын — Эли Чока (род.2014).

## Награды
- National Photography Portrait Prize, National Portrait Gallery – Финалистка (2007)
- William & Winifred Bowness Photography Award, Monash Gallery of Art – Финалистка (2007)
- National Photography Portrait Prize, National Portrait Gallery – Финалистка (2007)
- Victorian Indigenous Art Award, Boscia Galleries Award for Photography – Победительница (2007)
- 25th Telstra Aboriginal & Torres Strait Islander Art Award – Финалистка (2008)
- Victorian Indigenous Art Awards – Финалистка (2008)
- Victorian Indigenous Art Awards, Deadly Art Award – Победительница (2009)
- William & Winifred Bowness Photography Award – Monash Gallery of Art – Финалистка (2010)
- 27th National Aboriginal & Torres Strait Islander Telstra Art Awards - Финалистка (2010)